# Peter Faber

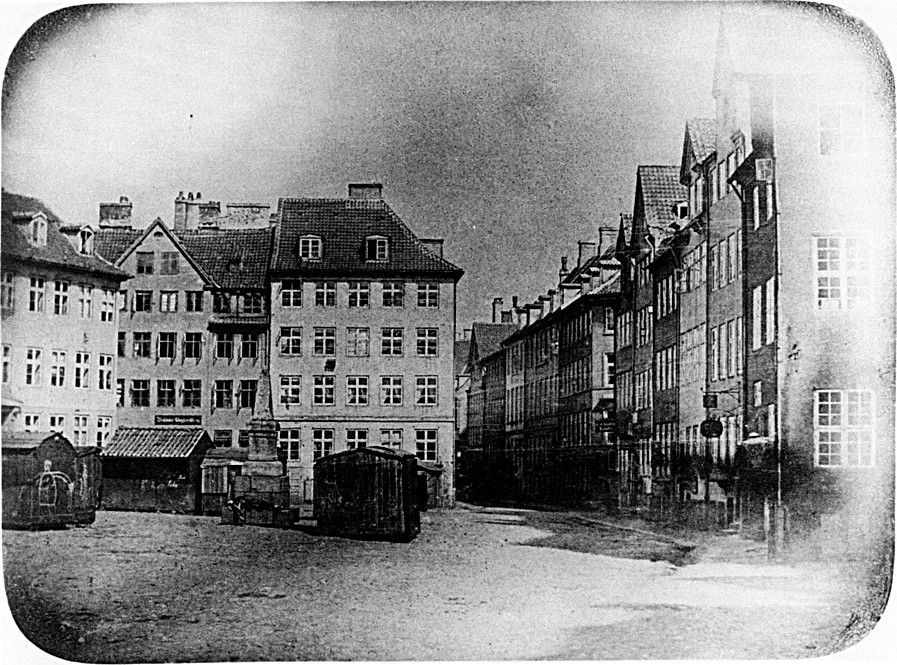
Peter Faber: Náměstí Gråbrødretorv, 1840, nejstarší dochovaná dánská fotografie

Peter Christian Frederik Faber (7. října 1810, Kodaň – 25. dubna 1877 Kodaň) byl dánský průkopník telegrafie. V Dánsku je připomínán především za své psaní písní. Byl také amatérským fotografem a je autorem nejstarší fotografie v Dánsku.

## Telegrafie
Nahrazoval podzemní kabely nadzemním vedením a rozšířil síť v Dánsku z 530 km na 2 800 km. Zaměstnával více než 300 zaměstnanců.

## Psaní písní
Napsal celou řadu písní, které jsou dodnes populární.
Například:
- Højt fra træets grønne top
- Sikken voldsom trængsel og alarm
- I Gaar jeg fik min Trøje
- Dengang jeg var en lille
- Dengang jeg drog af sted/Den Tapre Landsoldat

## Fotografie

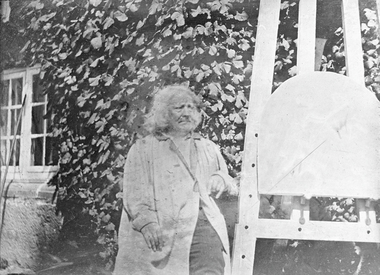
A.C.T. Neubourg: Bertel Thorvaldsen, 1840

Nejstarší dochovaná dánská fotografie je připisována právě Peteru Faberovi. Jeho daguerrotypie náměstí Gråbrødretorv je ve sbírkách Kodaňského městského muzea. Obraz náměstí je od skutečnosti převrácen zleva doprava, dříve se daguerrotypie pořizovaly kamerami bez zrcadla. Pečlivá analýza naznačuje, že fotografie pochází z července 1840. Expoziční doba asi 15 minut na slunci vysvětluje, proč je z lidí vidět pouze muž, který spí na úpatí sloupu v levé části obrázku.
O své postavení v historii dánského fotografie soupeří snímek náměstí s portrétem Bertela Thorvaldsena sedícího u svého ateliéru v zahradě Dánské královské akademie výtvarných umění v kodaňském paláci Charlottenborg. Tuto daguerrotypii pořídil francouzský fotograf Aymard Charles Théodore Neubourg, který navštívil Kodaň v létě roku 1840. Vyšetření okolností, za kterých byl snímek pořízen ukazuje, že to bylo v neděli 26. července 1840. Na snímku bylo zachyceno, jak Thorvaldsen dělá rukou "paroháče", a sice svou levou rukou, i když kvůli zrcadlovému efektu daguerrotypie je to vlastně jeho ruka pravá.